# Terminal X
Ne pas confondre avec xterm ou autre émulateur de terminal s'exécutant sous X.
 (septembre 2023).
Si vous disposez d'ouvrages ou d'articles de référence ou si vous connaissez des sites web de qualité traitant du thème abordé ici, merci de compléter l'article en donnant les références utiles à sa vérifiabilité et en les liant à la section « Notes et références ».

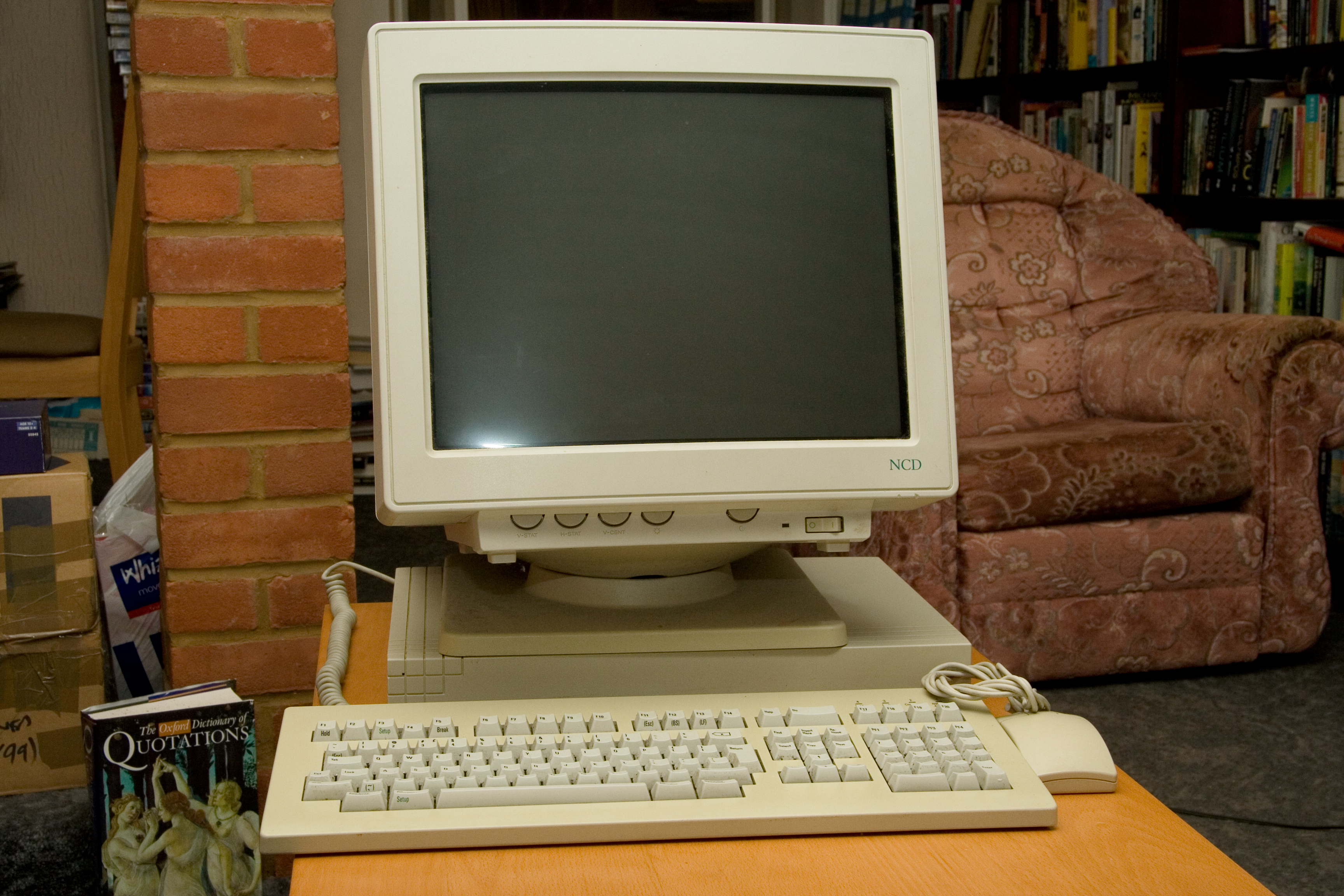
Un terminal X NCD-88k.

Un serveur X tourne sur le terminal X, connecté à un ordinateur central exécutant un X display manager. Dans cet exemple, les programmes clients (xterm ou xedit) tournent sur la même machine.

En informatique, un terminal X est un dispositif d'affichage et/ou d'entrée pour les applications X clientes connectées à travers un réseau informatique. 
Un terminal X exécute un serveur X et se connecte à un X display manager tournant sur un ordinateur central, via XDMCP.
Le terminal X fut populaire dans les années 1990, permettant un coût total de possession bien plus faible qu'une station de travail Unix complète.
En général ces équipements ne disposent pas de disque dur et n'ont qu'une configuration minimale. Ils chargent l'image à exécuter et les paramètres à partir du réseau au moment du démarrage.
Les terminaux X ont été supplantés en popularité [Quand ?] par d'autres clients légers ultérieurs qui disposent d'une mémoire flash avec un programme qui permet d'exécuter d'autres protocoles que X, comme Remote Desktop Protocol (RDP) ou Citrix Metaframe.